# Angélique du Coudray
Angélique Marguerite Le Boursier du Coudray (nascuda el 1712 a Clermont-Ferrand, morta el 17 abril de 1794 a Bordeus) va ser una llevadora pionera i molt influent en la França del segle xviii. Amb els seus ensenyaments i els seus mètodes didàctics va aconseguir reduir la mortalitat infantil i va arribar a ser reconeguda com a comadrona oficial pel mateix rei Lluís XV.

## Biografia
Du Coudray havia nascut en una família de metges. Ella mateixa es va formar en l'àmbit sanitari i després de ser alumna d'Anne Bairsin, es diplomà el 1739. L'any següent va superar els exàmens de l'École de Chirurgie i es va convertir en cap de llevadores al Hôtel-Dieu de París. Després d'haver estat mestra llevadora al Châtelet à Paris durant setze anys, va tornar a Alvèrnia el 1754 i va començar a impartir cursos gratuïtament.
Per fer pràctics els seus cursos, va inventar un maniquí obstètric (de drap, fusta i cartó) que reproduïa a mida natural per capes la pelvis d'una dona durant el part, i permetia diferents manipulacions; el 1758 va ser reconeguda per l'Acadèmia de Cirurgia. L'administrador d'Alvèrnia, que la va trobar «molt hàbil i de bona voluntat», va decidir que les principals ciutats de la seva província havien de disposar d'un maniquí com el que ella havia dissenyat.
Es va convertir en una prestigiosa figura a la capital francesa i va escriure un manual per a les llevadoresː Abrégé de l'art des accouchements (Compendi de l'art d'assistir), que es publicà el 1759. Lluís XV li va concedir aquell any un diploma i una pensió, i li va demanar que ensenyés obstetrícia a les camperoles en un intent per reduir la mortalitat infantil. A partir d'aleshores va anar a fer cursos per tot el regne.
Als quaranta-cinc anys d'edat, i durant gairebé un quart de segle (fins al 1783), tot i els problemes de salut que patia, va viatjar per tota la França rural i va formar més de cinc mil dones, que al seu torn van formar-ne milers més. Va ensenyar també a cinc-cents cirurgians i metges homes. Va aconseguir obrir cases de maternitat en moltes ciutats grans. El «simple, clar i exacte» de Du Coudray, «la seva paciència i el seu zel», li va valer estima i consideració. A través del seu esforç educatiu, Du Coudray es va convertir en un símbol internacional de l'avanç mèdic francès.
El 1789, amb 74 anys, Du Coudray vivia amb la seva neboda, Coutanceau. L'arribada de la Revolució li va suscitar la preocupació que l'educació de les llevadores ja no fos una prioritat. Alphonse Leroy, un vell enemic, va denunciar la ignorància de suposadament totes les llevadores i parlà amb menyspreu de la 'senyoreta' que ensenyava a donar a llum amb una nina. Du Coudray va haver de vendre les seves possessions per atendre les seves necessitats. Però, ajudada pel seu marit, va mantenir la flama encesa. El 13 de juliol de 1793 es va convertir en la primera directora d'una maternitat que acabava de fundar-se. Un dia, en absència de la seva neboda i el seu marit, Du Coudray va morir, es digué de vellesa, encara que molts sospitaren que va ser assassinada durant la nit pel suport que va rebre del rei Lluís XV.

## La «màquina» de Du Coudray

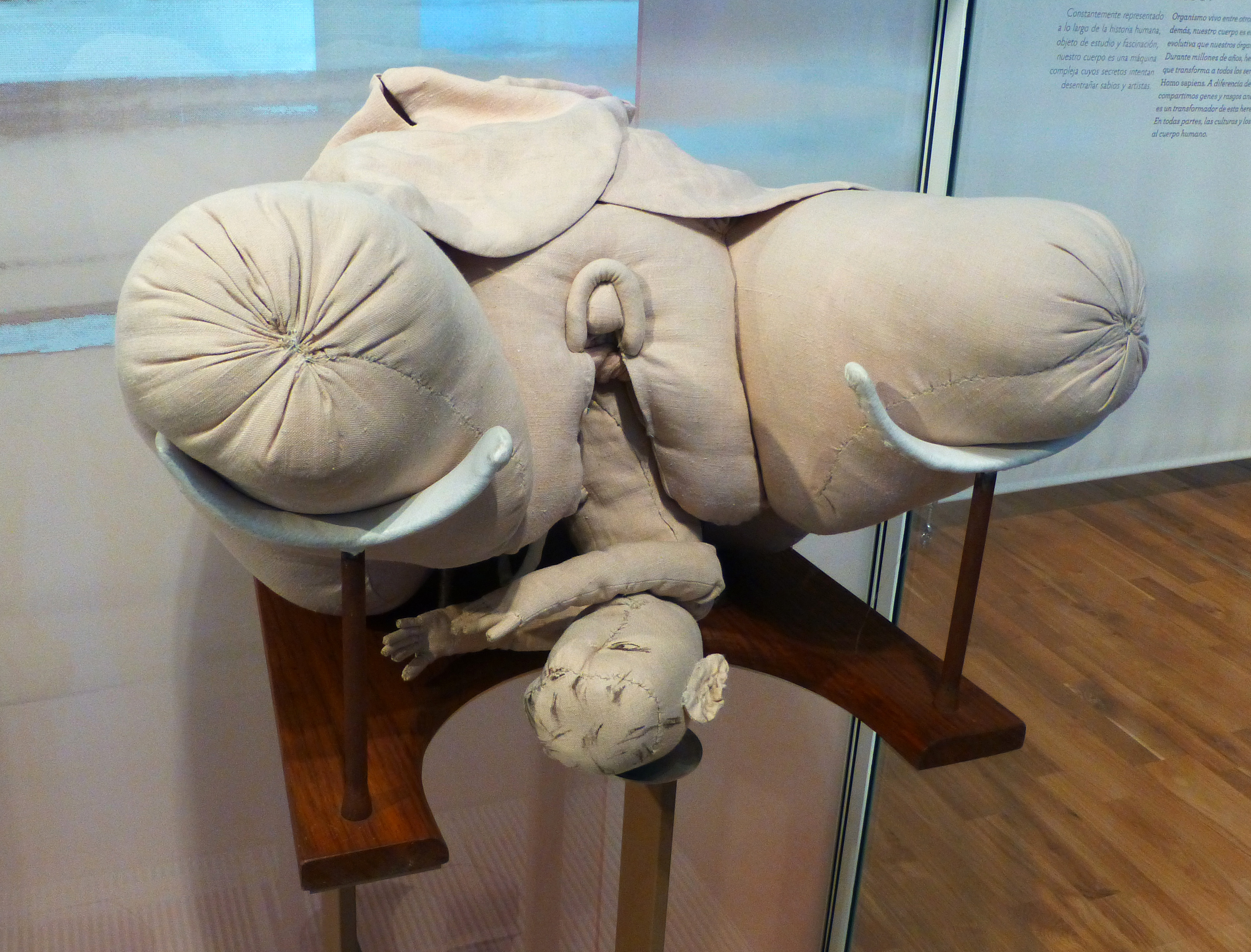
La "màquina" de Madame du Coudray. Rèplica de Rebecca Campeau (2004)

Du Coudray va construir un ninot de drap molt detallat i precís, que consistia en un nadó ficat en un úter. S'anomenà "La màquina de Madame Du Coudray" i l'ajudava a explicar conceptes i fer pràctiques per poder atendre un part real. Estava dissenyat per ajudar-la en les seves demostracions i permetre practicar als estudiants durant els seus dos mesos de formació.
"Representava la pelvis, l'úter, l'orifici, els lligaments, la vagina, bufeta i intestí rectal d'una dona. Vaig afegir un model infantil de mida natural, les articulacions vaig fer prou flexibles per col·locar-les en diferents posicions, una columna vertebral, amb les membranes, i la demostració de les aigües que contenen, el cordó umbilical, compost per les seves dues artèries, i la vena, deixant una meitat seca, i l'altra inflada, per imitar el cordó d'un nen mort, i el d'un nen viu, a què podem sentir el bategar dels vasos que el componen. Vaig afegir el model del cap d'un nen separat del tronc, els ossos del crani passaven uns sobre els altres " Rebecca Campeau
Se'n van fer diverses rèpliques i fins i tot se li va discutir l'autoria, que va certificar en el seu moment l'Acadèmia Francesa de Cirurgians. En queda una còpia conservada i s'exhibeix al Museu Flaubert i Història de la Medicina, a Rouen.